# Zamarada catori
Zamarada catori är en fjärilsart som beskrevs av Bethune-Baker 1913. Zamarada catori ingår i släktet Zamarada och familjen mätare. Inga underarter finns listade i Catalogue of Life.